# Liste des conseillers régionaux de l'Aisne
La liste des conseillers régionaux de l'Aisne est actuellement composé de 15 conseillers régionaux sur les 170 élus qui composent le Conseil régional des Hauts-de-France.

## Mandature

### 2021-2028
La liste des 15 conseillers régionaux de l'Aisne : 
| Identité | Identité                | Parti    | Groupe                            |
| -------- | ----------------------- | -------- | --------------------------------- |
|          | Xavier Bertrand         | LR       | Les Républicains et apparentés    |
|          | Isabelle Ittelet        | DVD      | Les Républicains et apparentés    |
|          | Christophe Coulon       | LR       | Les Républicains et apparentés    |
|          | Olivier Engrand         | LR       | Les Républicains et apparentés    |
|          | Nelly Janier-Dubry      | DVD      | Les Républicains et apparentés    |
|          | Frédérique Macarez      | LR       | Les Républicains et apparentés    |
|          | Eric Donnay             | DVD      | Les Républicains et apparentés    |
|          | Dominique Moyse         | Horizons | Union centriste                   |
|          | Elisabeth Clobourse     | UDI      | Union centriste                   |
|          | Eric Delhaye            | UDI      | Union centriste                   |
|          | Bernadette Vannobel     | MoDem    | MoDem, radicaux et apparentés     |
|          | Philippe Torre          | CNIP     | Rassemblement national            |
|          | Sarah Flamant           | RN       | Rassemblement national            |
|          | Paul-Henry Hansen-Catta | RN       | Rassemblement national            |
|          | Marie-Ange Layer        | PCF      | Gauche républicaine et écologiste |